# Le Vergini di Pietra
Le Vergini di Pietra è un romanzo della scrittrice italoamericana Ben Pastor, il terzo nel ciclo dedicato al personaggio ricorrente di Elio Sparziano.
 Mescolando dati storici con eventi e personaggi immaginari, narra la pericolosa missione di Elio Sparziano come inviato imperiale nell'Armenia del IV secolo d.C.

## Titolo
Il titolo italiano del romanzo traduce letteralmente quello originale inglese (The Stone Virgins) e si riferisce ad un elemento importante della narrazione: le Vergini di Pietra sono picchi rocciosi che nella già selvaggia Armenia segnano il confine con un territorio ancor più arduo e in parte inesplorato. Devono il nome alla forma vagamente antropomorfa: da certe angolazioni sembrano figure femminili avvolte nei loro mantelli. 
 Metaforicamente - come si evince dalla narrazione - sono anche qualcosa di simile alle tradizionali Colonne d'Ercole: un confine oltre il quale l'uomo, mosso da orgoglio e arroganza, non dovrebbe spingersi.

## Incipit
In Asia esistono due Paesi di nome Armenia.
Introducendo con una nota geografica il soggetto del mio presente incarico, sono le parole di Cicerone, "l'ambizione e la caccia aglio onori", a imporsi nella mia mente. La ragione di ciò sarà presto chiara.»
(Traduzione dall'inglese di Paola Bonini)

## Trama
Estrema parte orientale dell'Impero romano, anno 305 d.C. Nella provincia dell'Armenia, qualcuno si sforza di destabilizzare con la violenza il potere dei Romani e lo svolgimento dei loro traffici commerciali. Il nemico ha un nome che sfuma nel mito: Ter Vishap, il Signore dei Draghi. Costui si è posto alla guida delle tribù locali e con esse ha costituito una sorta di regno autonomo e aggressivo, non disdegnando di operare incursioni, saccheggi, stupri e massacri ai danni dei vicini. Su di lui inoltre grava un forte sospetto, quello di essere in realtà il generale romano Paullo Curzio, celebre condottiero svanito nel nulla pochi anni prima e frettolosamente dichiarato morto in battaglia. Accertare la sua vera identità ed eliminare la minaccia da lui costituita sono le consegne di Sparziano, il quale, appena sbarcato a Trebisonda, si trova però ad affrontare un primo, imprevisto enigma: il mercante persiano Sanazar, rappresentante locale di Ter Vishap, perde la vita per il crollo di una tribuna. Con lui muoiono altre decine di persone, e non è affatto chiaro se si tratti di incidente od omicidio. Né è da scartare l'ipotesi che ci sia qualcun altro nell'ombra, oltre alle autorità di Roma, a nutrire sentimenti ostili nei riguardi di Ter Vishap, al punto da propiziare l'eliminazione del suo agente principale, lo stesso Sanazar. Per scoprire la verità, a Sparziano non resta che spingersi, con la sola compagnia di una guida indigena, oltre le Vergini di Pietra, l'ultimo passo di confine della provincia armena, e inoltrarsi in un territorio infido, selvaggio, martoriato da innumerevoli scosse di terremoto e infestato da esseri misteriosi, quasi alieni, non di rado ostili. Un viaggio pericoloso agli estremi confini del mondo allora conosciuto che condurrà Sparziano fino alla base segreta del Signore dei Draghi e della sua orda, per un confronto finale accompagnato dallo scioglimento dell'enigma riguardante la morte di Sanazar.

### Particolarità narrativa
La normale narrazione in terza persona da parte dell'autrice si mescola spesso con brani nei quali i personaggi emergono più individualmente, attraverso le parole loro attribuite: lettere soprattutto, ma per Elio Sparziano ci sono anche il diario di viaggio e gli appunti relativi alle opere che ha in preparazione.

## Personaggi
- Elio Sparziano. Figlio di Elio sparto e di Giustina Mansueta, è nato a Castra Martis, in Mesia Prima, il 24 novembre del 274: all'epoca della vicenda narrata nel romanzo ha dunque poco più di trent'anni. Milita nell'esercito dove in cavalleria ha raggiunto il grado di colonnello[1], ma è anche uno storico. È strettamente legato alla corte ed è in veste di inviato speciale dell'imperatore in persona che intraprende la pericolosa ricerca di Ter Vishap. 
È duro, orgoglioso e disciplinato come conviene ad un soldato di Roma; ma è anche riflessivo e tormentato, come si addice ad un uomo che vive in un'epoca difficile.

- Publio Paullo Curzio. Figlio di Lucio Paullo Curzio, che era stato a lungo comandante a Palmyra, il suo nome originario è Tervingius. Generale a Capo della XV Legione, risulta caduto in battaglia durante il conflitto contro i Persiani di fine III secolo. In realtà però potrebbe non essere morto: trasformato nel satrapo Ter Vishap, spinto da una smisurata ambizione, forse governa per mezzo del terrore un'ampia porzione degli estremi territori orientali dell'Armenia.

- Sanazar. Ricco mercante persiano e faccendiere di Trebisonda, intermediario di Ter Vishap per molti affari. Da lui Elio avrebbe dovuto ricevere aiuti e salvacondotti essenziali alla missione: al suo arrivo a Trebisonda però Sanazar risulta già morto in un tragico incidente, che poi getterà la propria ombra su tutto il resto della narrazione.

- Umargibas Umarbeles. Di origine ispanica, è succeduto a Curzio nel comando della XV Legione di stanza a Satala, ma a differenza del predecessore non ha grandi virtù militari: le sue debolezze - sin troppo pubbliche - sono il bere e il gioco d'azzardo.

- Vangio Spicato. Ufficiale dell'esercito romano a Satala, è il vice di Umarbeles. È a lui che Elio si rivolge per avere notizie e mappe aggiornate prima di partire verso Est. Si tratta di un uomo apparentemente disponibile e cordiale, ma finisce per risultare ben poco simpatico.

- Giulio Vardan. È un ricognitore armeno dell'esercito: Spicato lo assegna ad Elio come guida. È un uomo taciturno benché abile ed esperto; per lungo tempo ad Elio non risulta chiaro se ci si possa veramente fidare di lui.

- Filostrato. Bottegaio e mercante di Trebisonda, è lui ad aiutare Elio con numerose informazioni, in mancanza del defunto Sanazar.

- Lollio Pica. Lavora nel bordello maschile Aves Pictae II a Tirixata, di cui è anche gestore. È una delle persone che Elio interroga per cercare di chiarirsi le idee sulla morte di Sanazar e sulla reale esistenza di Ter Vishap: il colloquio è utile, ma non riesce a dissipare tutti i dubbi.

- Espero Battiade. Di origine greca, è ingegnere minerario a capo di una delle miniere d'argento che i Romani hanno in concessione nell'Armenia Maggiore. Offre una cordiale ospitalità ad Elio che si è momentaneamente perduto nel corso del suo viaggio e lo riempie di chiacchiere sui suoi due argomenti favoriti: i metalli e le donne.

- Tarantula. Ex prostituta ed acrobata dal corpo completamente tatuato, ha deciso di vivere sola e indipendente, lontana dal suo passato. Incontra casualmente Elio in fuga dai predoni nel corso del suo viaggio e con lui trascorre una notte molto soddisfacente per entrambi.

## Nota storica
Come segnala la stessa Ben Pastor il romanzo nasce dall'unione di realtà storica e ricostruzione fantastica: su di uno sfondo storico piuttosto rigoroso si innesta una vicenda parzialmente creata dall'immaginazione dell'autrice.
 Lo stesso Elio Sparziano è un personaggio al confine tra realtà e fantasia: potrebbe essere davvero esistito, benché su di lui non siano disponibili notizie precise e attendibili.
 Elio Sparziano infatti è tradizionalmente indicato come uno dei sei autori della cosiddetta Historia Augusta, una raccolta di biografie imperiali sulla cui autenticità e sulle cui caratteristiche si è discusso a lungo, e si discute ancor oggi. Une delle analisi critiche data la composizione dell'opera al III - IV secolo d.C., ed è appunto questa che Ben Pastor ha accolto per il suo romanzo.

## Cronologia
La vicenda principale narrata dal romanzo si estende dal 9 maggio al 1º luglio del 305 d.C. Ci sono però numerosi riferimenti anche al 1º maggio di quello stesso anno, giorno in cui è avvenuto l'avvicendamento sul trono nelle due parti dell'Impero romano: in Oriente Diocleziano ha abdicato in favore del proprio Cesare (ovvero, successore designato) Galerio; in Occidente Massimiano ha fatto lo stesso in favore di Costanzo.
 Le Vergini di Pietra contiene inoltre qualche riferimento relativo ai precedenti romanzi con Elio Sparziano: le vicende però vengono sempre citate in modo tale da non rivelare troppo a chi eventualmente non abbia già letto i relativi volumi.

## Citazioni
Secondo quanto apertamente dichiarato da Ben Pastor Le Vergini di Pietra costituisce un omaggio a Cuore di tenebra di Joseph Conrad, in cui alla ricerca di Mr. Kurtz si sostituisce la ricerca dell'altrettanto ambiguo e minaccioso Ter Vishap.
 La cosa è resa ancora più esplicita dalle numerose citazioni conradiane poste in testa ai capitoli del romanzo.

## Edizioni

### Edizioni italiane
- Ben Pastor, Le Vergini di Pietra, traduzione di Paola Bonini, Sperling & Kupfer, 2010, pp.387 - ISBN 978-88-200-4896-9

### Edizioni polacche
- Ben Pastor, Kamienne Dziewice, traduzione di Konrad Majchrzak, Rebis Publishing House, 2011, pp.405 - ISBN 978-837510-578-0